# Бородієвич Євген Омелянович

Євген Омелянович Бородієвич (6 січня 1889, с. Денисів, нині Купчинецька сільська громада, Тернопільський район, Тернопільська область — 17 березня 1924, м. Тарнобжег, нині Підкарпатське воєводство, Польща) — український письменник, перекладач, військовик. Брат дитячої письменниці Іванни Блажкевич. 

## Життєпис
Закінчив Політехнічну школу у Львові. У часи Першої світової війни служив у лавах УСС. У 1918–1919 роках очолював саперну сотню УГА. Перекладав українською мовою драматичні та поетичні твори австрійського класика Франца Ґрільпарцера, писав власні вірші. 
Залишив спогади «В чотирикутнику смерті».

### Родина
- Сестра Іванни Блажкевич — відома дитяча письменниця.
- Брат Остап Бородієвич — сотник УГА, Ветеринарний референт Державного секретаріату військових справ.